# SP-LuSH ROAD
「SP-LuSH ROAD」（スプラッシュ・ロード）は、日本のコスプレイヤー・えなこのシングル。
2021年7月21日にCAT entertainmentからリリースされた。

## 概要
個人名義初のシングル作品である。
表題曲は、tvkにて放送されているオーイシマサヨシとえなこの冠番組『オーイシ・えなこの夜の××』のテーマソングにも起用されている。
ミュージックビデオは、Official髭男dism「ノーダウト」でMTV最優秀邦楽新人アーティストビデオ賞を受賞したかとうみさとが手掛けており、水着姿のえなこが室内で夏を満喫する姿を収めた作品になっている。

## 音楽性
表題曲「SP-LuSH ROAD」は、作詞は、ZAQ、作曲は、Tom-H@ckが夏をテーマに手掛けており、彼が得意とするデジタルロックサウンドにより、彼の代表作であるアニメ『けいおん!』のオープニング曲を彷彿とさせる雰囲気の楽曲に仕上がっている。
カップリング曲「ふたり花火」は、作曲を元Last Note.の杉下トキヤが手掛けており、作詞は、えなこが初めて手掛けた楽曲となっている。

## 収録曲
| #         | タイトル                       | 作詞      | 作曲       | 編曲              | 時間  |
| --------- | ------------------------------ | --------- | ---------- | ----------------- | ----- |
| 1.        | 「SP-LuSH ROAD」               | ZAQ       | Tom-H@ck   | Tom-H@ck          | 3:38  |
| 2.        | 「ふたり花火」                 | えなこ    | 杉下トキヤ | 杉下トキヤ・RINZO | 4:06  |
| 3.        | 「SP-LuSH ROAD」(Instrumental) |           |            |                   | 3:38  |
| 4.        | 「ふたり花火」(Instrumental)   |           |            |                   | 4:04  |
| 合計時間: | 合計時間:                      | 合計時間: | 合計時間:  | 合計時間:         | 15:26 |

## タイアップ
| # | 曲名             | タイアップ                                              | 出典   |
| - | ---------------- | ------------------------------------------------------- | ------ |
| 1 | 「SP-LuSH ROAD」 | tvk『オーイシ・えなこの夜の××』エンディングテーマソング | [ 10 ] |